# Heterogenella multifurcata
Heterogenella multifurcata är en tvåvingeart som beskrevs av Spungis och Jaschhof 2000. Heterogenella multifurcata ingår i släktet Heterogenella och familjen gallmyggor. Inga underarter finns listade i Catalogue of Life.